# Cratere Kaj
Kaj  è un cratere sulla superficie di Marte.